# John McCrostie
John McCrostie là một chính khách người Mỹ. Là thành viên đảng Dân chủ của Hạ viện Idaho, ông đã đại diện cho Quận 16 A từ năm 2014. McCrostie là Trợ lý Lãnh đạo Dân tộc thiểu số hiện tại cho Hạ viện Idaho.

## Tuổi thơ, sự nghiệp và giáo dục
McCrostie lớn lên ở Mountain Home, tốt nghiệp Trường Trung học Mountain Home năm 1988. Ông tốt nghiệp magna cum laude với bằng cử nhân giáo dục âm nhạc tại Đại học Oral Roberts.
McCrostie dạy nhạc ở Mountain Home, Idaho, ngoài việc làm việc cho Hewlett-Packard và cung cấp bảo hiểm quyền sở hữu. Ông cũng vươn lên trong hàng ngũ lao động có tổ chức cho Hiệp hội Giáo dục Quốc gia và ủng hộ cho những người lao động LGBT trong cả lĩnh vực giáo dục và tại HP.

## Đời tư
McCrostie là thành viên LGBT công khai thứ hai trong lịch sử của Cơ quan lập pháp Idaho sau Nicole LeFavour, người phục vụ tại Nhà Idaho từ năm 2004 đến 2008 và Thượng viện Idaho từ 2008 đến 2012.